# Pseudobissetia terrestrellus
Pseudobissetia terrestrellus là một loài bướm đêm trong họ Crambidae.